# اثر اقتباسی

نقاشی L.H.O.O.Q اثر مارسل دوشامپ که از اثر مونا لیزا مشتق شده و به مونا لیزا با سبیل هم معروف است، غالباً به عنوان مثالی از اثر اقتباسی توسط اساتید حقوق استفاده می‌گردد.

در حوزه قانون حق تکثیر، اثر اقتباسی یا اشتقاقی به اثری گفته می‌شود که در خلق آن به طور عمده از عناصر یک اثر دیگر که قبلاً ایجاد شده و از حق تکثیر برخوردار است استفاده شود.

## تعریف قانونی
قوانین کشورهای مختلف تعاریف مختلفی از اثر اقتباسی ارائه می‌کنند. در قانون حق تکثیر ایالات متحده، اثر اقتباسی به اثری گفته می‌شود که بر اساس یک اثر قبلی دیگر (اعم از ترجمه، موسیقی، نمایش، فیلم، تلخیص و ...) ایجاد شده باشد. در قانون حق تکثیر کانادا نیز چنین آمده که ترجمه یک اثر، تبدیل یک نمایش به یک کتاب و بر عکس، و تبدیل یک نمایش یا داستان یا موسیقی به اثر سینمایی مصادیقی از اثر اقتباسی هستند و متاثر از حق تکثیر اثر اصلی خواهند بود.

## حق تکثیر اثر اقتباسی
قوانین کشورهای مختلف چنین الزام می‌کنند که اثر اقتباسی متاثر از حق تکثیر اثر اصلی باشد. استفاده از اثر اقتباسی تحت مجوزهایی مثل استفاده منصفانه، همانند استفاده از اثر اصلی در چنین شرایطی خواهد بود.